# Half Moon Lake (Alberta)
Pour les articles homonymes, voir Half Moon Lake.
Half Moon Lake est un hameau (hamlet) du Comté de Strathcona, situé dans la province canadienne d'Alberta.

## Lac
Le lac Half Moon est une étendue d'eau en forme de croissant d'environ 2 kilomètres de long et de 250 mètres de large. Il a une profondeur maximale de 8,5 mètres.

## Démographie
En tant que localité désignée dans le recensement de 2011, Half Moon Lake a une population de 250 habitants dans 90 de ses 96 logements, soit une variation de 3.3% par rapport à la population de 2006. Avec une superficie de 0,521 5 km2, le hameau possède une densité de population de 479,386 4 hab/km2 en 2011.
Concernant le recensement de 2006, Half Moon Lake abritait 267 habitants dans 93 de ses 100 logements. Avec une superficie de 2,317 2 km2, le hameau possédait une densité de population de 115,2 hab/km2 en 2006.
| 2001 | 2006 | 2011 | 2016 |
| ---- | ---- | ---- | ---- |
| 37   | 32   | 38   | 42   |